# Trò chơi vương quyền (loạt phim)
Trò chơi vương quyền (tựa gốc tiếng Anh: Game of Thrones) là một loạt phim truyền hình giả tưởng của Anh-Mỹ được sáng lập bởi David Benioff và D. B. Weiss. Bộ phim chuyển thể dựa trên loạt tiểu thuyết giả tưởng A Song of Ice and Fire của tác giả George R. R. Martin, tập đầu tiên của tiểu thuyết có tên A Game of Thrones. Phim được quay tại Titanic Studios ở Belfast, và ở những nơi khác như Vương quốc Anh, Croatia, Iceland, Malta, Morocco, Tây Ban Nha, và Hoa Kỳ. Mùa thứ nhất công chiếu trên HBO tại Hoa Kỳ vào ngày 17 tháng 4 năm 2011, mùa 7 kết thúc vào ngày 27 tháng 8 năm 2017. Mùa 8 là mùa cuối cùng đã phát sóng tập đầu tiên vào tháng 4 năm 2019 và tập cuối vào ngày 19 tháng 5 năm 2019.
Nằm trên các lục địa hư cấu của Westeros và Essos, bộ phim có những mạch truyện riêng biệt và một dàn diễn viên lớn. Câu chuyện đầu tiên là sự nối tiếp sau một cuộc xung đột giữa các triều đại cạnh tranh để kế vị Ngai Sắt của bảy vương quốc, với các gia đình quý tộc khác đấu tranh để được độc lập khỏi ngai vàng. Câu chuyện thứ hai là sự cố gắng đòi lại ngai vàng của người cháu cuối cùng thuộc triều đại cầm quyền đã bị lật đổ; câu chuyện thứ ba là những mối đe dọa của mùa đông sắp đến mang theo những sinh vật huyền thoại và những người du mục trong Man tộc của miền Bắc.
Game of Thrones đã thu hút người xem kỷ lục trên HBO và có một lượng fan hâm mộ quốc tế rộng rãi. Bộ phim nhận được sự ca ngợi bởi các nhà phê bình, đặc biệt đối với diễn xuất của các diễn viên, các nhân vật phức tạp, nội dung, và giá trị sản xuất. Mặc dù vậy, bộ phim cũng nhận được những lời chỉ trích vì sử dụng thường xuyên những cảnh khỏa thân và bạo lực (bao gồm cả bạo lực tình dục). Bộ phim nhận được 47 giải Primetime Emmy, nhiều hơn bất kỳ phim truyền hình nào khác, trong đó bao gồm giải "Phim truyền hình xuất sắc" vào năm 2015, 2016 và 2018. Các đề cử và giải thưởng khác bao gồm 3 giải thưởng Hugo cho "Phim chính kịch hay nhất" (năm 2012 đến năm 2014), giải Peabody năm 2011 và 3 đề cử giải Golden Globe cho "Loạt phim truyền hình hay nhất" (năm 2012, 2015, 2016 và 2018). Trong số dàn diễn viên, Kit Harington thắng giải Young Hollywood cho "Nam diễn viên của năm", Sophie Turner thắng giải Glamour cho "Nữ diễn viên truyền hình Anh xuất sắc nhất", Peter Dinklage (đóng vai Tyrion Lannister) thắng 3 giải Primetime Emmy cho "Nam diễn viên phụ diễn hay nhất trong phim truyền hình" (năm 2011, năm 2015 và năm 2018) và giải Golden Globe cho "Nam diễn viên phụ diễn hay nhất - Thể loại phim truyền hình" (năm 2012). Các diễn viên Lena Headey, Emilia Clarke, Kit Harington, Maisie Williams, Diana Rigg, and Max von Sydow cũng nhận được các đề cử giải Primetime Emmy cho các vai diễn của họ trong bộ phim.

## Bối cảnh

### Dàn dựng
Game of Thrones dựa trên cốt truyện của bộ tiểu thuyết dài tập A Song of Ice and Fire, Bối cảnh là bảy vương quốc hư cấu trên lục địa Westeros và Essos. Bộ phim là biên niên sử của những cuộc đấu tranh bạo lực giữa các triều đại và giữa các gia đình quý tộc để tranh giành Ngai Sắt, trong khi các gia đình quý tộc khác đấu tranh cho sự độc lập khỏi Ngai Sắt và sự thống trị tại các vùng đất. Bộ phim cũng mở ra các mối đe dọa khác ở miền Bắc lạnh giá và Essos ở phía đông.
Nhà sản xuất phim David Benioff từng ví von rằng Game of Thrones giống như "The Sopranos của Trung Giới (Middle Earth)", ám chỉ đây là một bộ phim của vô số những âm mưu và thủ đoạn, được đặt trong một thế giới tăm tối với ma thuật và những con rồng. Trong một nghiên cứu năm 2012 về số nhân vật chết trong mỗi tập phim, Game of Thrones đứng ở vị trí thứ hai trong số 40 phim truyền hình Hoa Kỳ có nhiều nhân vật chết trong mỗi tập phim nhất (trung bình 14 nhân vật chết mỗi tập).

### Chủ đề
Loạt phim được ca ngợi vì miêu tả khá trung thực chủ nghĩa hiện thực Trung cổ. Dù được đặt trong bối cảnh của một thế giới kỳ ảo với phép thuật và phù thủy, George R.R. Martin đã biến hóa câu truyện trở nên giống như một tiểu thuyết lịch sử, ông đặc biệt chú trọng vào các cuộc chiến, những âm mưu, các nhân vật và cả yếu tố tôn giáo. Ông nhấn mạnh "nỗi kinh hoàng lớn nhất của nhân loại không phải đến từ những con quỷ hay Chúa tể Bóng tối gì, mà nó đến từ chính con người chúng ta".
Một chủ đề phổ biến trong các tiểu thuyết kỳ ảo là cuộc chiến giữa cái thiện và cái ác, nhưng tác giả khẳng định điều đó không phản ánh thế giới hiện thực. Cũng giống như việc một người có thể làm cả việc tốt và xấu trong cuộc đời thực, Martin chú trọng vào việc khám phá sự chuộc lỗi và thay đổi trong mỗi nhân vật. Không giống như những tiểu thuyết giả tưởng khác, bộ phim đã cho khán giả được hóa thân vào các nhân vật dựa trên góc nhìn của họ, để tử đó các nhân vật được cho là phản diện cũng có thể chia sẻ câu chuyện dưới quan điểm của họ. Benioff đã nói "George đã đưa những thước đo tàn nhẫn của chủ nghĩa hiện thực vào một câu chuyện giả tưởng. Ông đã đưa những tông màu xám vào một vũ trụ vốn chỉ có đen và trắng".
Trong những mùa đầu tiên, dưới ảnh hưởng từ những cuốn sách trong  A Song of Ice and Fire , các nhân vật chính thường xuyên bị giết chết và điều này khiến cho bộ phim ngày càng gay cấn đối với người xem. Điều đó đồng nghĩa với việc bộ phim không hề thiên về một nhân vật chính phụ nhất định mà chỉ thể hiện là nhân vật trung tâm khiến cho bộ phim rất khó để đoán trước được tình tiết. Các cảnh khỏa thân,cảnh nóng trong phim cũng được dàn dựng thực tế không che giấu bất cứ điều gì làm bộ phim thể hiện một cách khách quan cốt truyện nhất có thể. Chưa hết, loạt phim cũng được đánh giá là phản ánh tỷ lệ tử vong đáng kể trong các cuộc chiến.

### Nguồn cảm hứng và nguồn gốc

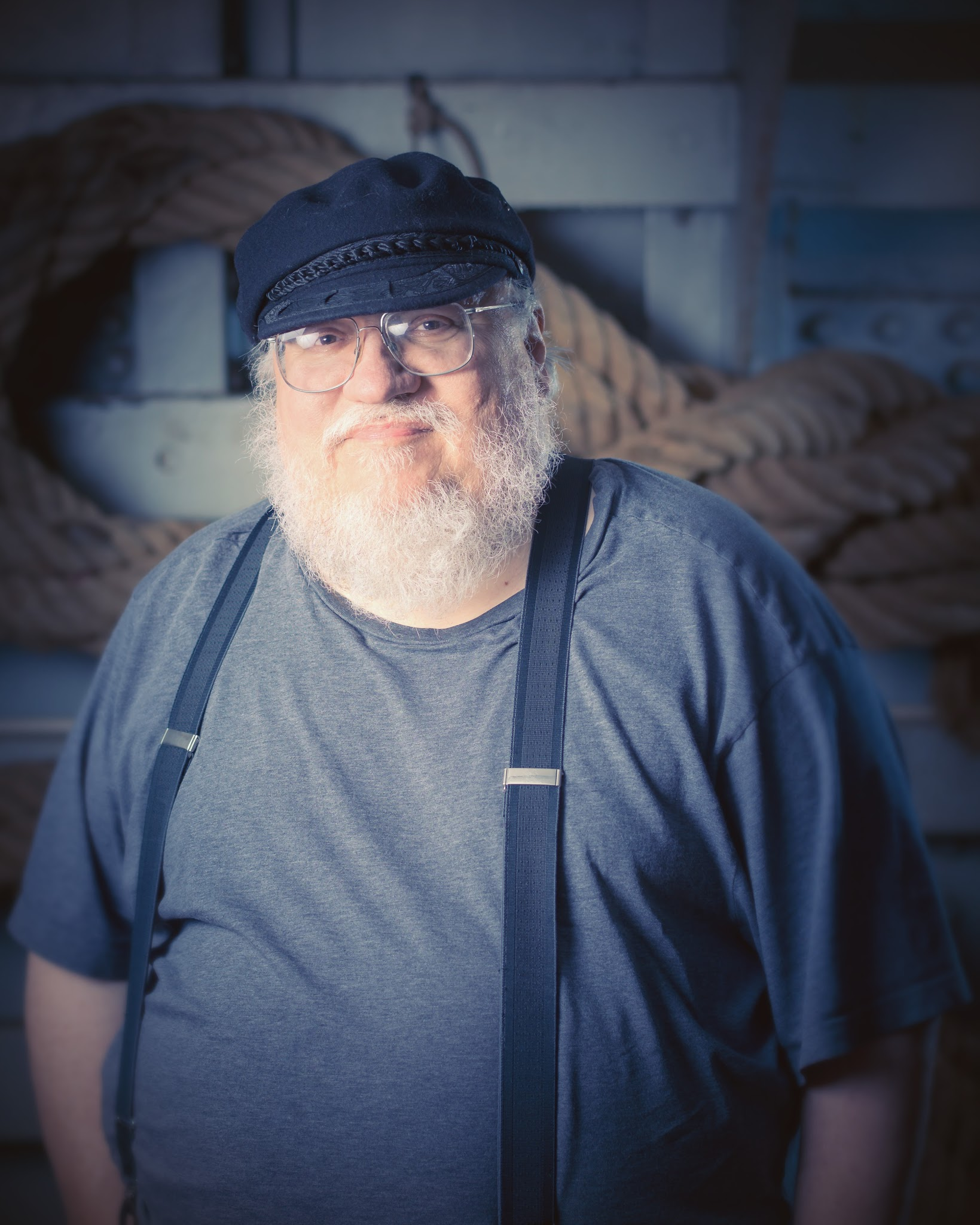
George R. R. Martin, tác giả của A Song of Ice and Fire, là người đồng điều hành sản xuất. Ông viết một tập phim cho mỗi mùa trong bốn mùa phim đầu tiên.

## Diễn viên và nhân vật

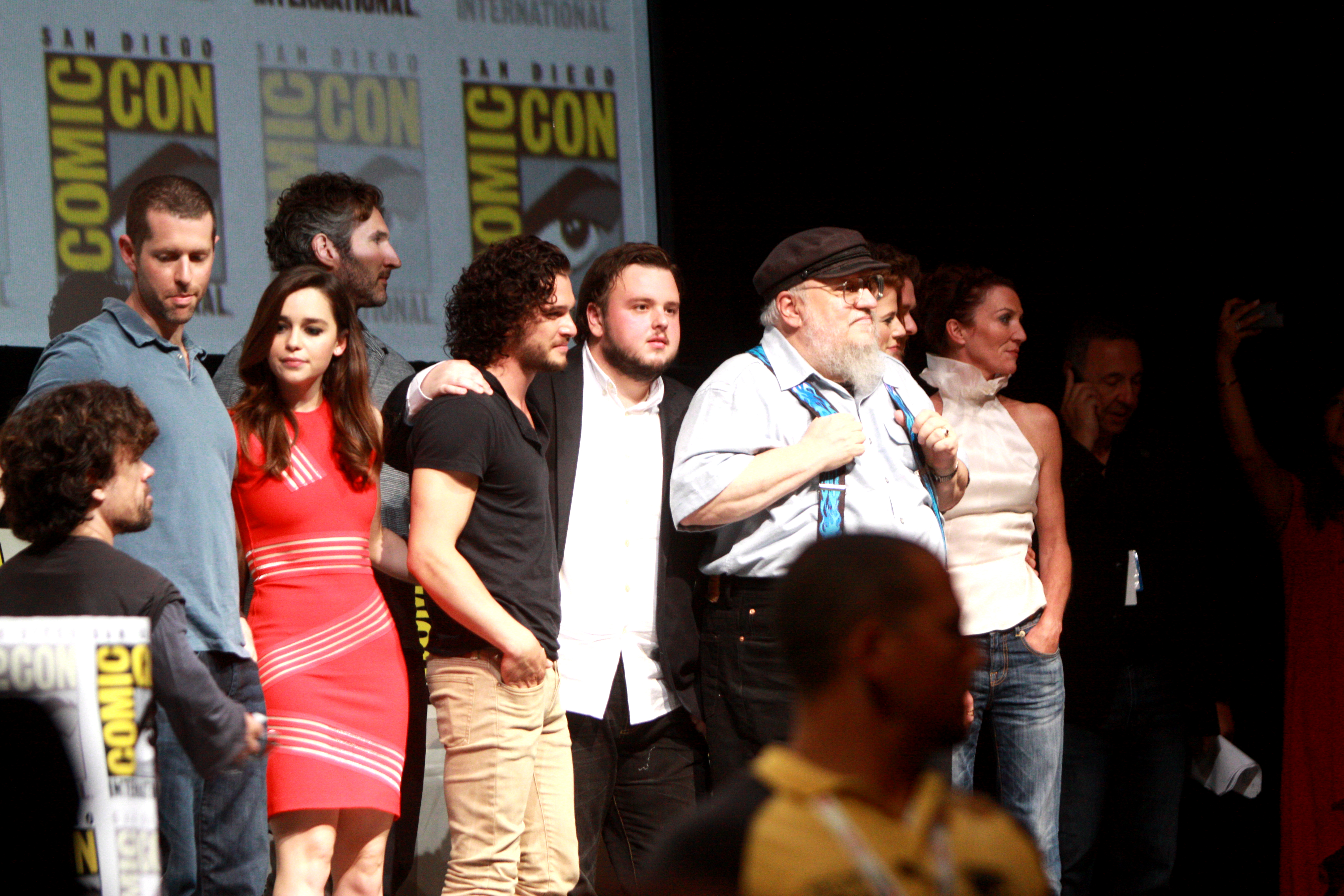
Dàn diễn viên trong Game of Thrones tại sự kiện Comic-Con ở San Diego năm 2013

### Người hâm mộ

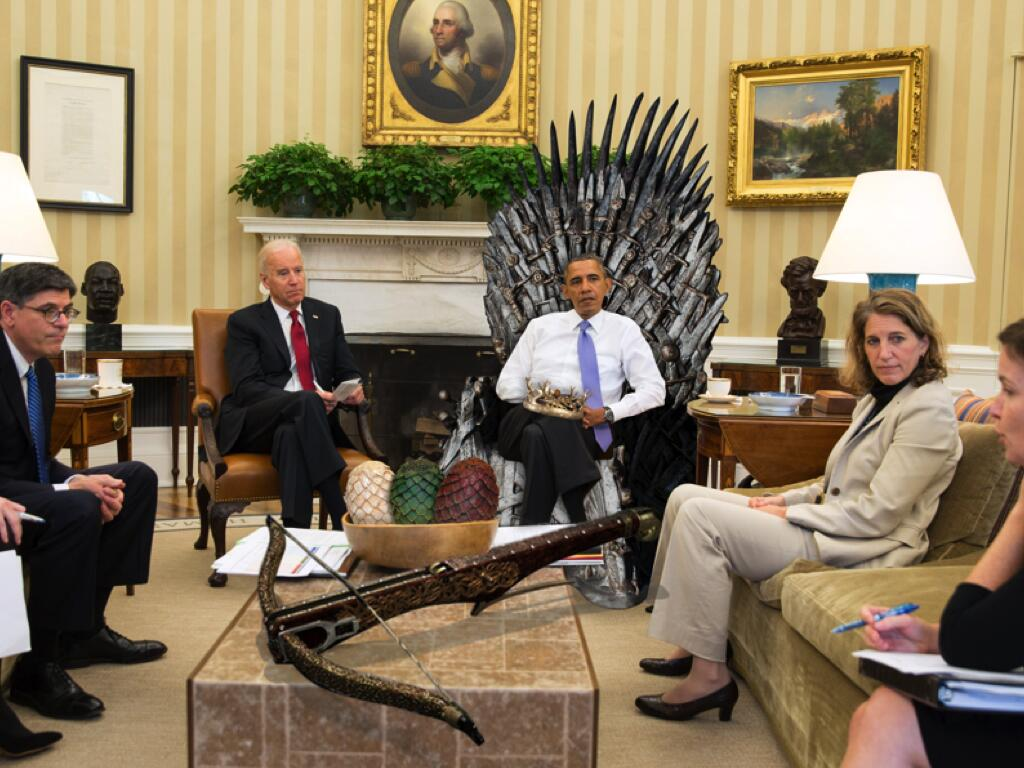
Hình ảnh được đăng tải bởi Nhà Trắng, Tổng thống Mỹ khi đó là Barack Obama (một người hâm mộ của bộ phim) ngồi trên Ngai Sắt trong phòng Bầu dục với vương miện của nhà vua trên đùi mình.